# 제이 데이비드슨
제이 데이비드슨(Jaye Davidson, 1968년 3월 21일 ~ )은 미국의 배우이다.

## 출연 작품
- 캣워크 (1995)
- 스타게이트 (1994)
- 크라잉 게임 (1992)